# Wojciech Jankowski
Pour les articles homonymes, voir Wojciech Jankowski (aviron) et Jankowski.
Wojciech Jankowski, né à Gdynia le 3 octobre 1927 et mort le 10 janvier 2010, est un journaliste et réalisateur de documentaires polonais.

## Biographie
Wojciech Jankowski a achevé ses études cinématographiques à l'institut du film à Paris, où il a épousé la pianiste Mireille Auxiètre.
Engagé politiquement, il a réalisé des reportages et des documentaires sur les évènements de Gdansk en 1970, puis sur les grèves de 1980.

## Filmographie
- 2006 Polska "Solidarność"
- 1999 Od Opozycji Do Władzy
- 1995 Tu Są Moje Korzenie
- 1995 Mim
- 1995 Bip W Szkole Teatralnej
- 1994 Legenda O Janku Wiśniewskim
- 1992 Czas Gdyni
- 1990 Grudniowe Taśmy
- 1987 Ster
- 1983 To Jest Nasza Australia Reżyseria, scénario,
- 1982 Przeklęta Wyspa
- 1980 Strajk
- 1973 Papa
- 1973 Ogary Poszły W Las…
- 1973 Monte Carlo Atakuje Morze
- 1973 Kapitan
- 1973 Allez…
- 1972 Powiatowa Racja Stanu
- 1971 Trzy Listy
- 1971 Stoczniowe Rozmowy
- 1971 Między Metą A Startem
- 1971 Kronika Wyścigu Pokoju
- 1971 Dialog
- 1971 Bez Litości
- 1970 Zaginione Witraże
- 1970 Akcja Witraże
- 1969 Gryps
- 1969 Byłem W Anya-Nya

## Source
- « Carnet », Le Monde, 7-8 février 2010, p. 25